# بیموتا
بیموتا (انگلیسی: Bimota) شرکت موتورسیکلت‌سازی ایتالیایی است، که در سال ۱۹۷۳ تأسیس شد.